# Каресі (вілаєт)
Вілаєт Каресі — адміністративно-територіальна одиниця Османської імперії, що була утворена 1881 року з частини Хюдавендігарського вілаєту. У 1888 році повернуто до складу останнього.

## Історія
У XIV ст. Каресі-бей після розпаду Румського султанату створив незалежний бейлік Каресі. 1341 року підкорився Османській державі, перетворившись на санджак. У 1390-х роках увійшов до складу Анатолійського бейлербейства (згодом еялету). У 1827 році став санджаком у складі еялету Хюдавендігар, який у 1867 році став вілаєтом.
У 1881 році, побоюючись за безпеку протоки Дарданели, султанський уряд вирішив створити спеціальний вілаєт. Тому Каресі було виокремлено в самостійну провінцію. Незабаром до нього доєднався мутасаррифат Біга. Адміністративним центром стало місто Каресі. Першим валі (губернатором) було призначено Хамді Решад-пашу Пашазаде, який багато зробив для відновлення фортець в протоці. Разом з тим намагався відродити місцеве господарство, розбудовувалися міста. У 1885 році його змінив Мехмед Атіф-бей.
У 1888 році відбулося чергове реформування, внаслідок чого Каресі зменшено в статусі до санджаку, який знову приєднано до вілаєту Хюдавендігар.

## Структура
Складався з 2 санджаків:
- санджак Каресі мав 9 кази: Каресі, Едреміт, Ердек, Айвалик, Балья, Бандирма, Бурханіє, Синдирги, Гьонен
- санджак Біга — 6 кази: Біга, Чанаккале, Езіне, Айваджик, Байрамич, Лапсекі.

## Населення
Відповідно до перепису 1885 року в вілаєті мешкало близько 400 тис. осіб, більшість були турками. також були присутні громади греків, вірмен, черкесів, лазів та албанців.

## Економіка
Основу складало землеробство, зокрема вирощували пшеницю, просо, жито, бобові, фрукти та овочі. Частково було розвинено рибальство та традиційні ремесла.